# X (GENERATIONS from EXILE TRIBEのアルバム)
『Ⅹ』（テン）は、GENERATIONS from EXILE TRIBEの7枚目のオリジナルアルバム。2023年3月8日にrhythm zoneから発売された。

## 概要
- 前作『Up & Down』から約1年8ヶ月振りのアルバム。「CD + DVD (Type-A)」、「CD + Blu-ray (Type-A)」、「CD + DVD (Type-B)」、「CD + Blu-ray (Type-B)」、「CD ONLY」の5形態での発売。
- タイトルは、ローマ数字の10にあたる「Ⅹ」に由来する。デビュー10周年を迎え、今までの活動を点に置き換えて、点と点を繋いできた道、これからも夢に向かって一つ一つ繋いでいくという意味が込められている。
- CDには、4作のシングルに加え、配信シングル「新しい世界」等を含めた、全14曲を収録。

## 収録曲

### CD
1. ワンダーラスト [3:35]
作詞：Masaya Wada、作曲：Masaki Tomoyama, Shingo Asari
本作のリードトラックで、『東海ラジオ　ガッツナイター』の2023年度テーマソング[1]。
2. PARTY7 〜GENEjaNIGHT〜 [4:03]
作詞：BANG-DANG、作曲：Erik Lidbom
28thシングル
3. Unchained World [3:55]
作詞：TAKANORI（LL BROTHERS）, ALLY、作曲：TomoLow（kotae）, Daisuke Nakamura（kotae）、編曲：TomoLow, Daisuke Nakamura
24thシングル
4. 新しい世界 [3:37]
作詞：☆Taku Takahashi（m-flo, block.fm）, EIGO（ONEly Inc.）, SWEEP, Mitsunori Ikeda（Tachytelic Inc.）、作曲：☆Taku Takahashi（m-flo, block.fw）, EIGO（ONEly Inc.）, SWEEP, Mitsunori Ikeda（Tachytelil Inc.）
26thシングルカップリング、4th配信シングル
5. 愛傷 [3:16]
作詞：鈴木おさむ、作曲：JIN
27thシングル「愛傷/My Turn feat. JP THE WAVY」1曲目
6. Brand New You [3:45]
作詞：JAY'ED、作曲：JIGG, Lisa Scinta
7. Fiction [2:46]
作詞：Ryuto Kazuhara, ELIONE、作曲：Ryan Kim, Brownboyz
8. My Turn feat. JP THE WAVY [2:51]
作詞：JP THE WAVY, Nvmbrr、作曲：JIGG, Ryuichi Kureha
27thシングル「愛傷/My Turn feat. JP THE WAVY」2曲目
9. to U [3:39]
作詞：ALAN SHIRAHAMA, REO, MANDY, ELIONE、作曲：ALAN SHIRAHAMA, ELIONE, SLAY（HIROKI）
24thシングルカップリング
10. TIME SLIP LOVE [3:23]
作詞：YVES&ADAMS、作曲：Nicklas Eklund, Oliver Fernstrom, Anton Eriksson
26thシングルカップリング
11. PICTURE PERFECT [2:09]
作詞：KM-MARKIT、作曲：Marcus Munroe, Chloe Copoloff, Hamid Abdurrahim, Sean Driscoll, Declan Hoy
12. NOW or NEVER [3:52]
作詞：ALAN SHIRAHAMA、作曲：ALAN SHIRAHAMA, Hi-yunk（BACK-ON）
13. チカラノカギリ [4:19]
作詞: barbora、作曲：高慶"CO-K"卓史, barbora、編曲：高慶"CO-K"卓史
26thシングル
14. X 〜未来への手紙〜 [4:12]
作詞：Ryuto Kazuhara、作曲：Mike Macdermid, Charlotte Churchman, ALYSA, David Brant

### DVD/Blu-ray （TYPE-A）
- Unchained World (Music Video)
- to U (Lyric Video)
- チカラノカギリ 〜レースversion〜 (Music Video)
- チカラノカギリ 〜実況version〜 (Music Video)
- 新しい世界 (Promotion Video)
- 愛傷 (Music Video)
- My Turn feat. JP THE WAVY (Music Video)
- ワンダーラスト (Music Video)
- NOW or NEVER (Music Video)
- 「ワンダーラスト」「NOW or NEVER」 Making Movie フルバージョン

### DVD/Blu-ray （TYPE-B）
- Unchained World (Music Video)
- to U (Lyric Video)
- チカラノカギリ 〜レースversion〜 (Music Video)
- チカラノカギリ 〜実況version〜 (Music Video)
- 新しい世界 (Promotion Video)
- 愛傷 (Music Video)
- My Turn feat. JP THE WAVY (Music Video)
- ワンダーラスト (Music Video)
- NOW or NEVER (Music Video)
- 「ワンダーラスト」「NOW or NEVER」 Making Movie ショートバージョン